# Neslušanka
 Neslušanka – potok przepływa przez Kysucké Nové Mesto. Jest to prawy dopływ Kysuce i ma długość 12,3 km. W dolnym biegu zbudowano staw Neslušanský.